# Рівняння конвекції-дифузії
Рівняння конвекції-дифузії — рівняння математичної фізики, що враховують водночас процеси дифузії та конвекції (адвекції). Вони застосовуються для моделювання руху частинок, енергії або інших фізичних величин у певній фізичній системі. За основу береться рівняння дифузії (або теплопровідності, вони мають однакову форму), а для врахування адвекції використовуються додаткові члени. Залежно від контексту, одне і те ж рівняння можуть називати адвективно-дифузійним рівнянням або скалярним рівнянням перенесення.

## Рівняння

### Загальна форма рівняння
У загальній формі рівняння має вигляд
{\displaystyle {\frac {\partial c}{\partial t}}=\nabla \cdot (D\nabla c)-\nabla \cdot ({\vec {v}}c)+R}
де
- c — невідоме, залежне від часу скалярне поле (концентрація при масообміні, температура при теплообміні).
- D —  коефіцієнт дифузії для руху частинок або температуропровідності при теплообміні.
- {\displaystyle {\vec {v}}\ } — поле швидкостей. Ця функція є функцією простору і часу. Наприклад, в адвекції c може бути концентрацією солі в річці, й тоді {\displaystyle {\vec {v}}} — швидкість водного потоку, що залежить від часу та положення.
- R описує зовнішні джерела. Наприклад, в теплообміні, R > 0 може вказувати, що теплова енергія генерується внаслідок тертя.
- {\displaystyle \nabla } — градієнт і {\displaystyle \nabla \cdot } — дивергенція. В цьому рівнянні {\displaystyle \nabla c} відповідає за градієнт концентрації.

### Опис складових рівняння
Права частина рівняння це сума трьох доданків.
- Перший доданок, {\displaystyle \nabla \cdot (D\nabla c)}, описує дифузію. Нехай c —  концентрація хімічної речовини. Якщо концентрація в даній точці низька у порівнянні з оточенням (наприклад, локальний мінімум концентрації), то речовина буде дифундувати зовні туди, де концентрація менша, внаслідок чого концентрація збільшуватиметься. І навпаки, якщо концентрація вища, ніж в оточенні (наприклад, локальний максимум концентрації), то речовина буде дифундувати назовні, й тому концентрація зменшуватиметься. Якщо коефіцієнт дифузії D  сталий, то дифузійний член виражається через оператор Лапласа (тобто другі похідні від координати).
- Другий доданок, {\displaystyle -\nabla \cdot ({\vec {v}}c)}, описує потік, тобто конвекцію (або адвекцію). Наприклад, кожної секунди проводиться вимірювання солоності води в річці в певному місці. Вище за течією хтось висипає в річку відро солі. Через деякий час, можна побачити, що солоність раптово піднімається, а потім спадає, коли зона солоної води проходить повз місце, де проводяться вимірювання. Таким чином, концентрація в даному місці може змінюватися завдяки потоку.
- Третій доданок, R, описує зміну концентрації внаслідок утворення або розпаду частинок, поглинання та втрати енергії тощо. Наприклад, якщо c — концентрація молекул, то R описує, як молекула створюється або зникає в результаті хімічних реакцій. R може бути функцією, що залежить від с та інших параметрів. Нерідко виникає така ситуація, коли при зникненні однієї речовини виникає інша речовина, хоча обидві речовини мають різні рівняння конвекції-дифузії. Наприклад, при горінні метану, зникає метан та кисень, але паралельно утворюється вуглекислий газ і  водяна пара. Тому, хоча кожна з цих речовин має свої рівняння конвекції-дифузії, вони є «зв'язані»,  і тоді треба розв'язувати систему одночасних рівнянь.

### Спрощена форма
Здебільшого коефіцієнт дифузії сталий,  джерела та стоки відсутні, а поле швидкостей описується як нестисливий потік (тобто має нульову дивергенцію). Тоді формула спрощується:
{\displaystyle {\frac {\partial c}{\partial t}}=D\nabla ^{2}c-{\vec {v}}\cdot \nabla c.}
У такому вигляді, рівняння конвекції-дифузії поєднує в собі параболічне і гіперболічне рівняння.

### Стаціонарне рівняння
Стаціонарне рівняння конвекції-дифузії описує поведінку конвективно-дифузійної системи, стан якої не змінюється з часом. Тоді {\displaystyle \partial c/\partial t=0}, тому рівняння запишеться у вигляді:
{\displaystyle 0=\nabla \cdot (D\nabla c)-\nabla \cdot ({\vec {v}}c)+R.}

## Отримання
Рівняння конвекції-дифузії можна отримати з рівнянь неперервності, які стверджують, що швидкість зміни для скалярної величини в математичній моделі відбувається через локальні потік і дифузію разом з генерацією та розпадом:
{\displaystyle {\frac {\partial c}{\partial t}}+\nabla \cdot {\vec {j}}=R,}
де {\displaystyle {\vec {j}}} — сумарна густина потоку, а R — джерело для c.
Густина потоку складається зі внесків двох типів. Перший, дифузійний потік, виникає через дифузію. Її, зазвичай, апроксимують першим законом Фіка:
{\displaystyle {\vec {j}}_{\text{diffusion}}=-D\,\nabla c}
тобто, потік дифузійної речовини у будь-якій частині системи пропорційний градієнту локальній концентрації. Другою складовою є адвективний потік, ::
{\displaystyle {\vec {j}}_{\text{advective}}={\vec {v}}\,c}
Сумарний потік (в нерухомій системі координат) визначається сумою цих двох складових:
{\displaystyle {\vec {j}}={\vec {j}}_{\text{diffusion}}+{\vec {j}}_{\text{advective}}=-D\,\nabla c+{\vec {v}}\,c.}
Підстановка  у рівняння неперервності дає:
{\displaystyle {\frac {\partial c}{\partial t}}+\nabla \cdot \left(-D\,\nabla c+{\vec {v}}\,c\right)=R.}

## Конвекція Релея-Бенара
Загалом, D, {\displaystyle {\vec {v}}} і R можуть змінюватися в просторі та часі. У таких випадках, коли вони залежать від концентрації й рівняння стає нелінійним, виникає таке явище як конвекція Релея-Бенара, коли {\displaystyle {\vec {v}}} визначається процесом теплообміну, а R — процесом   масообміну через рівняння хімічної реакції.

## Швидкість через дію сил
У деяких випадках середнє поле швидкості {\displaystyle {\vec {v}}} існує через дію різних сил; наприклад, рівняння може описувати потік іонів, розчинених в рідині, з використанням електричного поля, які рухаються в певному напрямку. В цьому випадку його зазвичай називають рівнянням Смолюховського, після того, як Мар'ян Смолюховський  описав його в 1915 році.
Зазвичай, середня швидкість прямо пропорційна прикладеній силі, що дає таке рівняння:
{\displaystyle {\frac {\partial c}{\partial t}}=\nabla \cdot (D\nabla c)-\nabla \cdot (\zeta ^{-1}{\vec {F}}c)+R},
де {\displaystyle {\vec {F}}} — сила, а {\displaystyle \zeta } характеризує тертя або в'язкий опір.

### Доведення співвідношення Ейнштейна
Якщо сила визначається через потенційну енергію {\displaystyle {\vec {F}}=-\nabla U}, то розв'язок для стаціонарного рівняння має вигляд:
{\displaystyle c\propto \exp(-D^{-1}\zeta ^{-1}U).}
(припускаючи, що D та {\displaystyle \zeta } є константами). Іншими словами, частинки  концентруються там, не їхня енергія  менша. Ця залежність концентрації від потенціалу має вигляд, аналогічний розподілу Больцмана. Звідси випливає співвідношення Ейнштейна:
{\displaystyle D\zeta =k_{B}T.}

## Стохастичне диференціальне рівняння
Якщо в рівнянні конвекції-дифузії відсутні джерела, тобто R=0, то дане рівняння можна розглядати як стохастичне диференціальне рівняння, яке описує випадковий рух з коефіцієнтом дифузії D в потоці {\displaystyle {\vec {v}}}. Наприклад, рівняння може описувати броунівський рух однієї частинки, де змінна c відповідає ймовірності частинки мати задане положення в заданий момент часу.
Рівняння Ланжевена описує водночас адвекцію, дифузію та інші явища чисто стохастично. Одна з простих форм рівняння Ланжевена відповідає випадку, коли шум гаусів. Тоді рівняння Ланжевена повністю еквівалентне конвекційно-дифузійному. Однак воно загальніше.

## Чисельне розв'язання
Для розв'язування рівняння конвекції-дифузії найчастіше використовують чисельні методи, наприклад метод скінченних елементів, які чисельно апроксимують розв'язок за допомогою комп'ютерів.

## Подібні рівняння в інших контекстах
Рівняння конвекції-дифузії — відносно прості рівняння, що описують потоки або стохастично мінливу систему. Тому те саме або подібне рівняння виникає в багатьох контекстах, не пов'язаних з потоком через простір.
- Воно фактично ідентичне до рівняння Фокера-Планка для швидкості частинки.
- Тісно пов'язане з рівняння Блека–Шоулса та іншими рівняннями фінансової математики.
- Тісно пов'язане з рівняннями Нав'є–Стокса, оскільки потік імпульсу в рідині математично схожий на потік маси або енергії.

## У фізиці напівпровідників

Генерування носіїв заряду (зеленим позначено електрони, фіолетовим —дірки) світлом у центрі напівпровідника і їхнє розбігання до обох кінців. Електрони мають більшу дифузійну проникність, ніж дірки, що веде до зменшення кількості надлишкових електронів у центрі в порівнянні з дірками.

У фізиці напівпровідників аналогічні рівняння називають дрейф–дифузійними, де слово "дрейф" відноситься до дрейфового струму та швидкості дрейфу. Ці рівняння мають вигляд:
{\displaystyle {\frac {\mathbf {J} _{n}}{-q}}=-D_{n}\nabla n-n\mu _{n}\mathbf {E} }
{\displaystyle {\frac {\mathbf {J} _{p}}{q}}=-D_{p}\nabla p+p\mu _{p}\mathbf {E} }
{\displaystyle {\frac {\partial n}{\partial t}}=-\nabla \cdot {\frac {\mathbf {J} _{n}}{-q}}+R}
{\displaystyle {\frac {\partial p}{\partial t}}=-\nabla \cdot {\frac {\mathbf {J} _{p}}{q}}+R}
де
- n та p — концентрації електронів і дірок, відповідно.
- q — елементарний заряд (вважається додатним).
- Jn та Jp — електричні струми, що виникають за рахунок електронів та дірок, відповідно.
- Jn/−q та Jp/q — «потоки частинок», електронів та дірок, відповідно.
- R задає генерацію і рекомбінацію носіїв заряду (R > 0 для генерації електронно-діркових пар, R < 0 для рекомбінації).
- Е — вектор електричного поля.
- {\displaystyle \mu _{n}} та {\displaystyle \mu _{p}} — електронна і діркова рухливість.

Коефіцієнти дифузії та рухливості пов'язані співвідношеннями Ейнштейна:
{\displaystyle D_{n}=\mu _{n}k_{B}T/q,\quad D_{p}=\mu _{p}k_{B}T/q,}
де kB — стала Больцмана, а  Т — термодинамічна температура.
Дрейфовий та дифузійний струми задаються окремими доданками:
{\displaystyle \mathbf {J} _{n,{\text{drift}}}/(-q)=-n\mu _{n}\mathbf {E} ,\qquad \mathbf {J} _{p,{\text{drift}}}/q=p\mu _{p}\mathbf {E} }
{\displaystyle \mathbf {J} _{n,{\text{diffusion}}}/(-q)=-D_{n}\nabla n,\qquad \mathbf {J} _{p,{\text{diffusion}}}/q=-D_{p}\nabla p.}
Приклад розв'язку дрейфового рівняння дифузії проілюстровано праворуч. Вважається, що носії заряду генеруються в освітленому центрі напівпровідника і дифундують в обидва кінці. Можна побачити градієнти концентрацій носіїв від центру до кінців.